# Erzbistum Rouen
Das Erzbistum Rouen (lateinisch Archidioecesis Rothomagensis, französisch Archidiocèse de Rouen) ist ein im Norden Frankreichs gelegenes Erzbistum der römisch-katholischen Kirche. Die amtierenden Erzbischöfe von Rouen führen den Titel Primas der Normandie.

## Geschichte
Seit dem 2. Jahrhundert ist Rouen Bischofssitz. Die Amtszeit des ersten Bischofs Saint-Victrice war von 385 bis 410. Rouen wurde im 5. oder 6. Jahrhundert zum Erzbistum erhoben. Rouen war Krönungsort und Grablege der normannischen Herzöge sowie Metropolitankirche der Normandie. Am 11. April 1658 wurden die Überseegebiete als Apostolisches Vikariat Neufrankreich ausgegliedert. Am 6. Juli 1974 wurde das Bistum Le Havre ausgegliedert. Aktueller Bischof ist seit seiner Ernennung 2015 Dominique Lebrun.
Suffragansitze bis 1801 waren:
1. Bistum Avranches
2. Bistum Bayeux
3. Bistum Coutances
4. Bistum Évreux
5. Bistum Lisieux
6. Bistum Sées

Suffragansitze seit 1817 sind oder wurden:
1. Bistum Bayeux
2. Bistum Coutances
3. Bistum Évreux
4. Bistum Le Havre (seit 1974)
5. Bistum Sées

## Bischöfe, die aus dem Erzbistum Rouen stammen
- Christian Nourrichard (* 1948), Bischof von Évreux
- Pascal Wintzer (* 1959), Erzbischof von Poitiers

## Weblinks

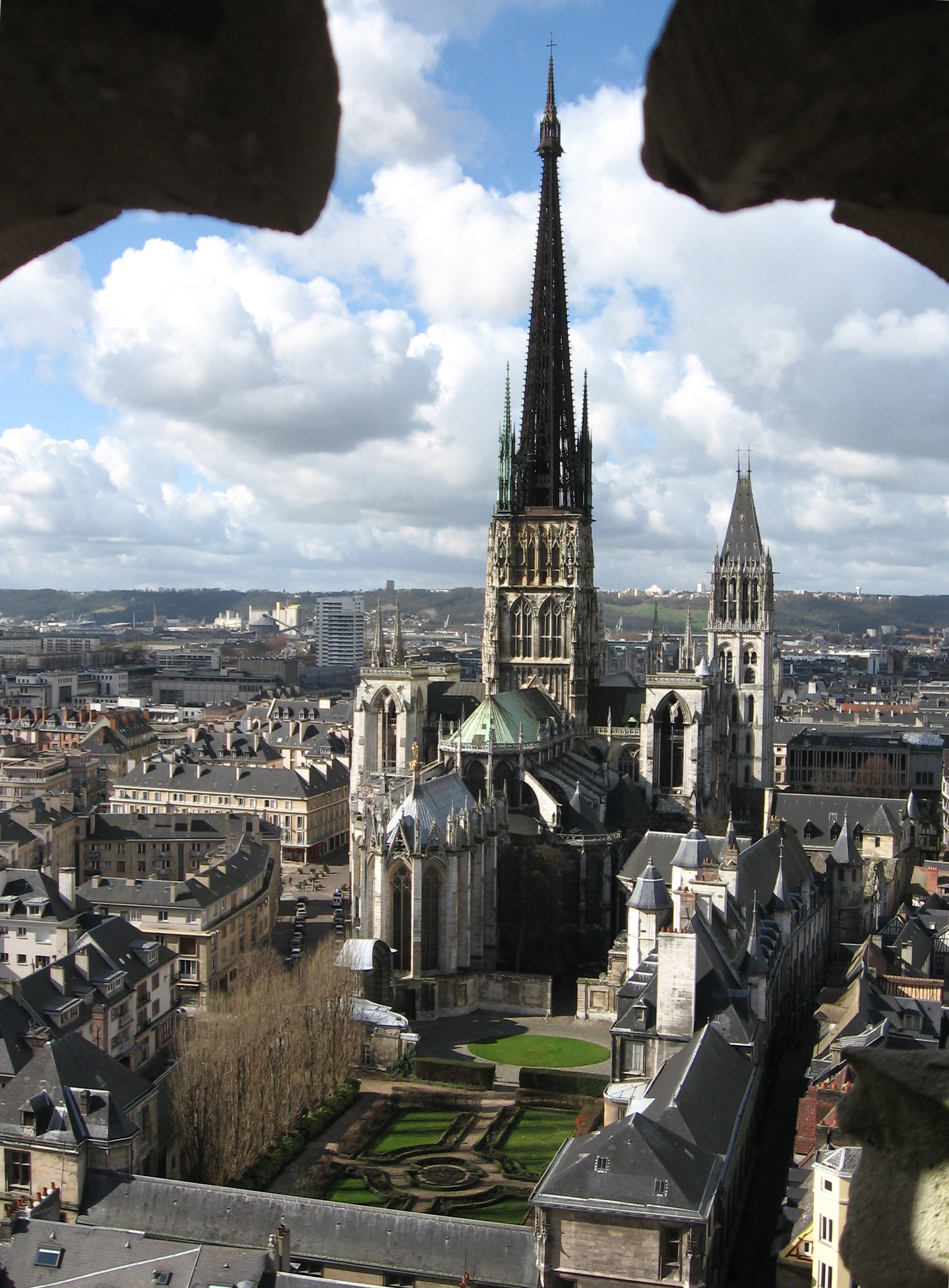
Die Kathedrale von Rouen